# Oribellidae
Oribellidae é uma família de ácaros pertencentes à ordem Sarcoptiformes.
Géneros:
- Infernobates Karppinen & Poltavskaja, 1990
- Kaszabobates Balogh, 1972
- Montizetes Kunst, 1971
- Oribella Berlese, 1908
- Oribellopsis Kunst, 1971
- Pantelozetes Grandjean, 1953
- Proteremaeus Piffl, 1965